# Wilfried Parge
Wilfried Parge (* 6. Juni 1918 in Raddenfort; † 13. Dezember 1963 in Brühl (Rheinland)) war ein deutscher Politiker (CDU) und Journalist. Er war 1946/47 Landtagsabgeordneter in Mecklenburg-Vorpommern.

## Leben
Wilfried Parge stammte aus Raddenfort in Mecklenburg-Schwerin (heute ein Ortsteil von Neu Kaliß). Er besuchte die Grundschule in Amsterdam, die Oberrealschule in Dessau und legte seine Reifeprüfung 1936 in Breslau ab. Er absolvierte ein Praktikum im Motorenbau der Junkers Flugzeug- und Motorenwerke, leistete die Wehrpflicht ab und wurde Soldat im Zweiten Weltkrieg. 
Nach der Rückkehr aus der Kriegsgefangenschaft begann Parge eine journalistische Karriere, unter anderem beim CDU-Organ Der Demokrat. Dem CDU-Landesverband trat er gleich nach der Gründung im Juli 1945 bei. Seit April 1946 war Parge stellvertretender Vorsitzender der Schweriner CDU, als Jugendvertreter wurde er zudem in den Landesvorstand und den Zonenvorstand gewählt. Nach den Kommunal- und Landtagswahlen 1946 erhielt Parge politische Mandate für die Stadtvertretung Schwerin und den Landtag. 1946 wurde er als Redakteur des Landessenders Mecklenburg fest eingestellt. 1947 floh er aus der SBZ in den Westen. Dort setzte er seine journalistische Laufbahn fort.